# Доміція Луцілла Молодша
Доміція Луцілла Молодша (лат. Domitia Lucilla Minor, * д/н? — † 155 або 161) — римська матрона, мати римського імператора Марка Аврелія.

## Життєпис
Походила з роду нобілів Кальвізіїв. Донька Публія Кальвізія Тула Рузона, консула 109 року, та Доміції Луцілли Старшої. Також була родичкою імператора Адріана.
Доміція Луцілла Молодша вийшла заміж за Марка Аннія Вера, претора. Останній через родинні зв'язки був пов'язаний з Фаустіною Старшою, дружиною імператора Антоніна Пія. Вер був небожем Вібії Сабіни, дружини імператора Адріана.
Відрізнялася гарною вдачею, не цікавилася політикою та державними справами. Приділяла багато уваги вихованню дітей. Від матері успадкувала майстерню з виготовлення черепиці та цегли (розташовувалася поблизу Риму). Заробила чималі статки поставляючи цеглу для спорудження та перебудови Колізею, Пантеону та Ринку Траяна. Розширила клієнтуру, поставляючи цеглу та черепицю по всьому Середземномор'ю.

## Родина
Чоловік — Марк Анній Вер
Діти:
- Марк Аврелій, імператор у 161—180 роках.
- Аннія Корніфіція (122—158)